# Ahmad al-Wansharisi
Ahmad ibn Yahya al-Wansharisi, (en arabe : أحمد بن يحيى الونشريسي), de son nom complet : Abû al-ʿAbbās Aḥmad ibn Yaḥyā ibn Muḥammad ibn ʿAbd al-Wāḥid ibn ʿAlī al-Wansharīsī ou simplement al-Wansharisi, surnommé de par sa région natale le Ouarsenis ; né vers 1430 dans le Ouarsenis, sous l'ère du Royaume de Tlemcen, et décédé en 1508 à Fès, sous l'ère des Wattassides, était un théologien et juriste malikite algérien de la tribu berbère des Beni-Ouragh à l'époque de la chute de Grenade. Il était l'une des principales autorités sur les questions des musulmans ibériques vivant sous la domination chrétienne.

## Biographie
Ahmad Ibn Yahya al-Wansharisi est né dans les montagnes du Ouarsenis (en arabe : الونشريس, al-Wansharis) dans l'actuelle Algérie, dans une famille appartenant à l'une des tribus berbères de ces montagnes. Sa famille a déménagé à Tlemcen quand il était enfant. À Tlemcen, il a étudié et plus tard enseigné la loi islamique. À l'age de 45 ans,il a ensuite déménagé à Fès (actuel Maroc). Il est devenu Mufti officiel à Fès et est devenu la principale autorité vivante sur les questions des musulmans ibériques vivant sous la domination chrétienne, après la conquête chrétienne (appelée Reconquista) de d'Al-Andalus,. Il mourut le 20 juin 1508 et fut enterré à Fès, au cimetière de Kudyat al-Baraṭil, près de la tombe d'Ibn Abbad.

## Œuvres
Son ouvrage le plus notable est al-Mi`yār al-Mu'rib ("La norme claire"), une collection multi-volume d'opinions juridiques (fatwas) en Afrique du Nord et en Espagne islamique,. Au XVIe siècle, il est devenu une partie du programme éducatif en Afrique du Nord et, à l'époque moderne, il est étudié comme une source d'information sur les pratiques religieuses et sociales de l'Espagne islamique contemporaine et du Maghreb Afrique du Nord.
Un autre ouvrage, Al-Manhaj al-Faaiq wa al-Manhal al-Raaiq fi Ahkam al-Wathaaiq ("La méthode suprême et la source pure sur les règles de notarisation") se compose de 16 chapitres sur la notarisation des documents juridiques islamiques. Il comprend les exigences et les caractères souhaités d'un notaire public, les normes et les exigences d'un document juridique islamique, ainsi que des sujets notariaux tels que la façon de dater correctement un document juridique.
Au total, au moins 15 des œuvres d'al-Wansharisi existent, presque toutes dans le domaine du fiqh (jurisprudence islamique).

## Sur les musulmans en Espagne
Il a également écrit Asna al-matajir fi bayan ahkam man ghalaba 'ala watanihi al-nasara wa lam yuhajir wa ma yatarattabu' alayhi min al-'uqubat wa al-zawajir ("Le commerce le plus noble, établissant les règles juridiques concernant celui dont Les terres ont été conquises par les chrétiens et les menaces sévères qui s’appliquent à lui comme conséquence », abrégé Asna al-matajir ou « Le commerce le plus noble »), une fatwa extensive affirmant que c'était obligatoire pour les musulmans dans les pays conquis par les chrétiens. L'Espagne d'émigrer vers les terres musulmanes,. Il a été publié en 1491, peu de temps avant la chute de Grenade qui marque la fin de la reconquête. À ce stade, la plupart de l'Espagne, à l'exception de Grenade, avait été conquise par les Chrétienss et les Musulmans avaient déjà vécu dans ces territoires sous la domination chrétienne (ces musulmans sont également connus sous le nom de mudéjars). En plus de citer le Coran, les hadiths et le consensus antérieur des juristes, il a également soutenu son cas avec une démonstration détaillée des raisons pour lesquelles les mudéjars étaient incapables de remplir correctement l'obligation rituelle d'un musulman.
Cette fatwa est l'une des opinions juridiques prémodernes les plus prééminentes sur les musulmans vivant sous un régime non musulman, bien qu'elle ait été émise dans le contexte des musulmans d'Ibérie et d'Afrique du Nord. En plus de The Most Noble Commerce, il a également écrit une fatwa compagnon plus courte, parfois appelée la "fatwa de Marbella", répondant à une question sur un homme de Marbella dans le sud de l'Espagne qui souhaitait rester en Espagne chrétienne afin d'aider ceux qui ne pouvaient migrer. Ces deux fatwas ont été distribuées en tant qu'ouvrages indépendants et sont plus tard incluses dans son Mi`yār.
La position d'Al-Wansharisi, qui soulignait l'obligation d'émigrer, était la position prédominante de l'école Maliki à l'époque. La fatwa d'Oran, émise en 1504 après la conversion forcée de la Couronne de Castille, était une exception à cette opinion majoritaire, arguant qu'il serait peut-être permis aux musulmans espagnols de rester et même de se conformer extérieurement au christianisme, lorsqu'ils sont forcés et nécessaires à leur survie,.